# 花拉公园球场
花拉公园球场（英語：Farrer Park Field），前稱花拉公园，是一個位於新加坡加冷的開放場地，由運動新加坡管理。名稱是來自前新加坡市政委员会主席羅蘭·約翰·花拉（Roland John Farrer），在1935年命名此場地。

## 歷史

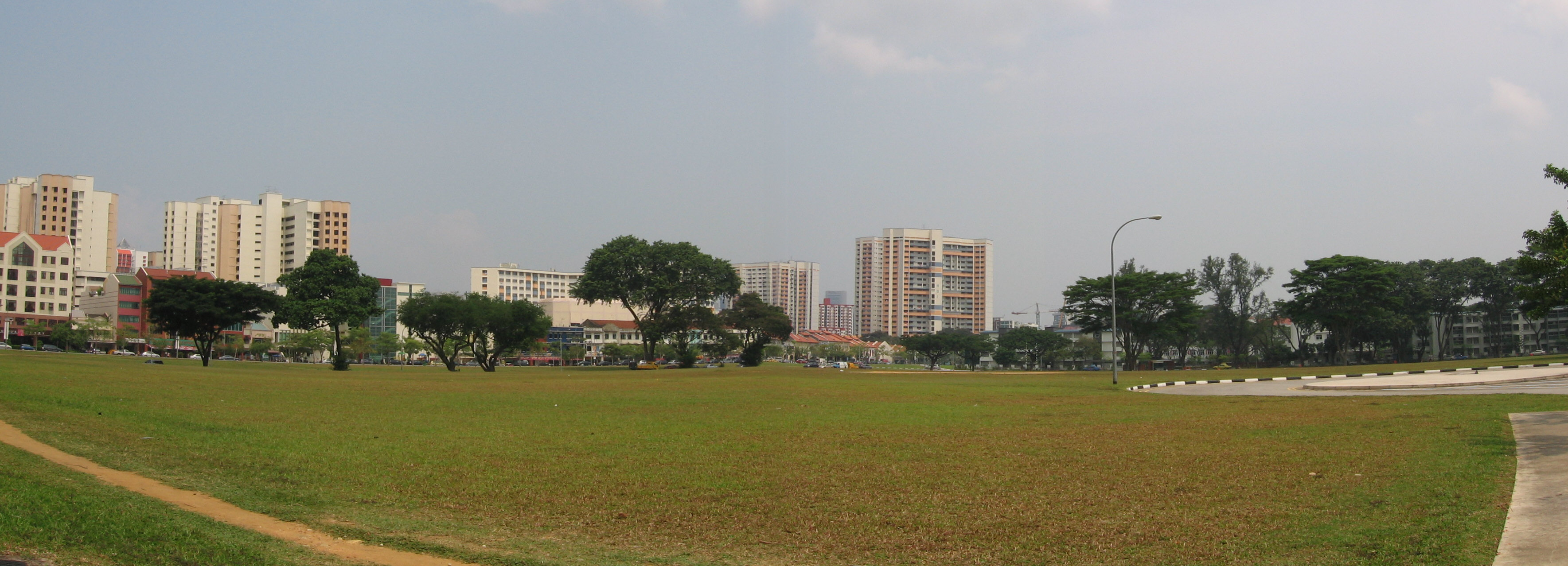
球場

花拉公园球场以往的面積比現今大得多，曾經包含到梧槽，但現在公園球場只限在加冷內。
1842年，實龍崗路馬場在此成立（Serangoon Road Race Course），為新加坡首個賽馬賽場，由新加坡體育會（Singapore Sporting Club ）管理，馬場取名自附近的實龍崗路。賽馬日通常為週末舉行，主要觀眾為歐洲社區的市民。1919年2月6日，新加坡體育會更名為新加坡賽馬會，而馬場直到1933年才搬到武吉知马。花拉公园球场最終成為一個公眾用地。